# Bahnstrecke Divača–Pula
| |                                 |                                               |                                        |
| Streckenlänge: | 121,790 km                      |                                               |                                        |
| Spurweite: | 1435 mm (Normalspur)            |                                               |                                        |
| Stromsystem: | Divača–Prešnica cepišče: 3 kV = |                                               |                                        |
| |                                 |                                               |                                        |
| \| \| \| von (Wien–) Spielfeld-Straß (vorm. SB) \| \| \| \| -0,3 \| Divača \| 433 m. i. J. \| \| \| \| nach Trieste Centrale (vorm. SB) \| \| \| \| \| nach Koper (ab 2025) \| \| \| \| 7,4 \| Rodik \| 525 m. i. J. \| \| \| 11,8 \| Hrpelje-Kozina früher Herpelje-Kozina \| 491 m. i. J. \| \| \| \| nach Triest \| \| \| \| 15,7 \| Prešnica \| 481 m. i. J. \| \| \| 16,5 \| Prešnica cepišče \| Prešnica cepišče \| \| \| \| nach Koper potniška \| \| \| \| 19,9 \| Podgorje 490 m. i. J. \| Podgorje 490 m. i. J. \| \| \| 25,7 \| Zazid \| 522 m. i. J. \| \| \| 29,8 \| Rakitovec früher Rakitovič \| Rakitovec früher Rakitovič \| \| \| 31,200 \| Staatsgrenze Slowenien–Kroatien \| Staatsgrenze Slowenien–Kroatien \| \| \| 35,579 \| Buzet früher Pinguente \| 390 m. i. J. \| \| \| 39,131 \| Nugla \| Nugla \| \| \| 41,152 \| Roč früher Rozzo \| 375 m. i. J. \| \| \| 46,059 \| Ročko Polje \| 393 m. i. J. \| \| \| 48,937 \| Lupoglav früher Lupoglava \| 395 m. i. J. \| \| \| \| nach Luka Bršica \| \| \| \| 53,735 \| Hum u Istri früher Colmo \| Hum u Istri früher Colmo \| \| \| 55,860 \| Tunnel Hum \| Tunnel Hum \| \| \| 59,006 \| Borut früher Borutto \| 301 m. i. J. \| \| \| 63,422 \| Cerovlje früher Cerovglie \| 279 m. i. J. \| \| \| 66,198 \| Novaki früher Novacco \| Novaki früher Novacco \| \| \| 70,503 \| Pazin früher Mitterburg-Pisino \| 295 m. i. J. \| \| \| 76,025 \| Heki-Tovarište \| Heki-Tovarište \| \| \| 77,307 \| Heki 362 m. i. J. \| Heki 362 m. i. J. \| \| \| 81,540 \| Sveti Petar u Šumi früher San Pietro in Selve \| 338 m. i. J. \| \| \| 84,880 \| Krajcar Brijeg \| Krajcar Brijeg \| \| \| 86,852 \| Žminj früher Gimino \| Žminj früher Gimino \| \| \| 91,230 \| Kanfanar früher Canfanaro \| 268 m. i. J. \| \| \| \| nach Rovinj \| \| \| \| 94,199 \| Smoljanci früher Smogliani \| Smoljanci früher Smogliani \| \| \| 97,345 \| Svetvinčenat früher Sanvincenti \| Svetvinčenat früher Sanvincenti \| \| \| 100,163 \| Čabrunići früher Zabronich \| Čabrunići früher Zabronich \| \| \| 101,409 \| Čabrunići Selo \| Čabrunići Selo \| \| \| 102,046 \| Juršići \| Juršići \| \| \| 108,848 \| Vodnjan früher Dignano \| 144 m. i. J. \| \| \| 109,555 \| Vodnjan mjesto \| Vodnjan mjesto \| \| \| 112,934 \| Galižana früher Galesano \| Galižana früher Galesano \| \| \| 119,540 \| Šijana \| Šijana \| \| \| \| Anschlussgleis \| \| \| \| 121,790 \| Pula früher Pola \| 4 m. i. J. \| \| \| \| Hafen \| \| \| \| \| \| \| \| Quellen: [1][2][3] \| \| \| \| |                                 |                                               |                                        |
| Strecke |                                 | von (Wien–) Spielfeld-Straß (vorm. SB)        | von (Wien–) Spielfeld-Straß (vorm. SB) |
| Bahnhof | -0,3                            | Divača                                        | 433 m. i. J.                           |
| Abzweig geradeaus, nach rechts und von rechts |                                 | nach Trieste Centrale (vorm. SB)              | nach Trieste Centrale (vorm. SB)       |
| Abzweig geradeaus und ehemals nach rechts |                                 | nach Koper (ab 2025)                          | nach Koper (ab 2025)                   |
| Bahnhof | 7,4                             | Rodik                                         | 525 m. i. J.                           |
| Bahnhof | 11,8                            | Hrpelje-Kozina früher Herpelje-Kozina         | 491 m. i. J.                           |
| Abzweig geradeaus und ehemals nach rechts |                                 | nach Triest                                   | nach Triest                            |
| Haltepunkt / Haltestelle | 15,7                            | Prešnica                                      | 481 m. i. J.                           |
| Blockstelle | 16,5                            | Prešnica cepišče                              | Prešnica cepišče                       |
| Abzweig geradeaus und nach rechts |                                 | nach Koper potniška                           | nach Koper potniška                    |
| Bahnhof | 19,9                            | Podgorje 490 m. i. J.                         | Podgorje 490 m. i. J.                  |
| Haltepunkt / Haltestelle | 25,7                            | Zazid                                         | 522 m. i. J.                           |
| Bahnhof | 29,8                            | Rakitovec früher Rakitovič                    | Rakitovec früher Rakitovič             |
| Grenze | 31,200                          | Staatsgrenze Slowenien–Kroatien               | Staatsgrenze Slowenien–Kroatien        |
| Bahnhof | 35,579                          | Buzet früher Pinguente                        | 390 m. i. J.                           |
| Haltepunkt / Haltestelle | 39,131                          | Nugla                                         | Nugla                                  |
| Bahnhof | 41,152                          | Roč früher Rozzo                              | 375 m. i. J.                           |
| Haltepunkt / Haltestelle | 46,059                          | Ročko Polje                                   | 393 m. i. J.                           |
| Bahnhof | 48,937                          | Lupoglav früher Lupoglava                     | 395 m. i. J.                           |
| Abzweig geradeaus und nach links |                                 | nach Luka Bršica                              | nach Luka Bršica                       |
| Haltepunkt / Haltestelle | 53,735                          | Hum u Istri früher Colmo                      | Hum u Istri früher Colmo               |
| Tunnel | 55,860                          | Tunnel Hum                                    | Tunnel Hum                             |
| Bahnhof | 59,006                          | Borut früher Borutto                          | 301 m. i. J.                           |
| Bahnhof | 63,422                          | Cerovlje früher Cerovglie                     | 279 m. i. J.                           |
| Haltepunkt / Haltestelle | 66,198                          | Novaki früher Novacco                         | Novaki früher Novacco                  |
| Bahnhof | 70,503                          | Pazin früher Mitterburg-Pisino                | 295 m. i. J.                           |
| Haltepunkt / Haltestelle | 76,025                          | Heki-Tovarište                                | Heki-Tovarište                         |
| Haltepunkt / Haltestelle | 77,307                          | Heki 362 m. i. J.                             | Heki 362 m. i. J.                      |
| Bahnhof | 81,540                          | Sveti Petar u Šumi früher San Pietro in Selve | 338 m. i. J.                           |
| Haltepunkt / Haltestelle | 84,880                          | Krajcar Brijeg                                | Krajcar Brijeg                         |
| Haltepunkt / Haltestelle | 86,852                          | Žminj früher Gimino                           | Žminj früher Gimino                    |
| Bahnhof | 91,230                          | Kanfanar früher Canfanaro                     | 268 m. i. J.                           |
| Abzweig geradeaus und ehemals nach rechts |                                 | nach Rovinj                                   | nach Rovinj                            |
| Haltepunkt / Haltestelle | 94,199                          | Smoljanci früher Smogliani                    | Smoljanci früher Smogliani             |
| Haltepunkt / Haltestelle | 97,345                          | Svetvinčenat früher Sanvincenti               | Svetvinčenat früher Sanvincenti        |
| ehemaliger Haltepunkt / Haltestelle | 100,163                         | Čabrunići früher Zabronich                    | Čabrunići früher Zabronich             |
| Haltepunkt / Haltestelle | 101,409                         | Čabrunići Selo                                | Čabrunići Selo                         |
| Haltepunkt / Haltestelle | 102,046                         | Juršići                                       | Juršići                                |
| Bahnhof | 108,848                         | Vodnjan früher Dignano                        | 144 m. i. J.                           |
| Haltepunkt / Haltestelle | 109,555                         | Vodnjan mjesto                                | Vodnjan mjesto                         |
| Haltepunkt / Haltestelle | 112,934                         | Galižana früher Galesano                      | Galižana früher Galesano               |
| ehemaliger Haltepunkt / Haltestelle | 119,540                         | Šijana                                        | Šijana                                 |
| Abzweig geradeaus und ehemals von links |                                 | Anschlussgleis                                | Anschlussgleis                         |
| Kopfbahnhof Strecke ab hier außer Betrieb | 121,790                         | Pula früher Pola                              | 4 m. i. J.                             |
| Betriebs-/Güterbahnhof Streckenende (Strecke außer Betrieb) |                                 | Hafen                                         | Hafen                                  |
| |                                 |                                               |                                        |
| Quellen: |                                 |                                               |                                        |

Die Bahnstrecke Divača–Pula ist eine Eisenbahnverbindung in Slowenien und Kroatien, die ursprünglich durch den österreichischen Staat als Hauptstrecke der Istrianer Staatsbahn erbaut wurde. Sie zweigt in Divača von der früheren Österreichischen Südbahn (Wien Südbf–Trieste Centrale) ab und führt in Istrien über Buzet (Pinguente) und Pazin (Pisino) nach Pula (Pola). Zwischen Divača und Prešnica ist die Strecke Teil der sogenannten „Koperbahn“ zur Anbindung des slowenischen Seehafens Koper.

## Geschichte
Im Gesetz vom 30. April 1873 wurde die Konzession „betreffend die Herstellung einer Eisenbahn von Divazza nach Pola mit einer Abzweigung nach Rovigno“ grundsätzlich erteilt. Die Regierung wurde ermächtigt, nach eigener Wahl entweder die Bahn selbst zu errichten oder einen Konzessionär damit zu betrauen. Aufgrund der Wirtschaftskrise von 1873 übernahm der Staat den Bau der Strecke schließlich selbst, wofür noch für 1873 insgesamt zwei Millionen Gulden bewilligt waren.
Aufgrund des laufenden Ausbaus von Pola zum österreichischen Hauptkriegshafen kam der neuen Strecke eine hohe militärstrategische Bedeutung zu. Die Bauleitung übernahm Gustav Gerstel.

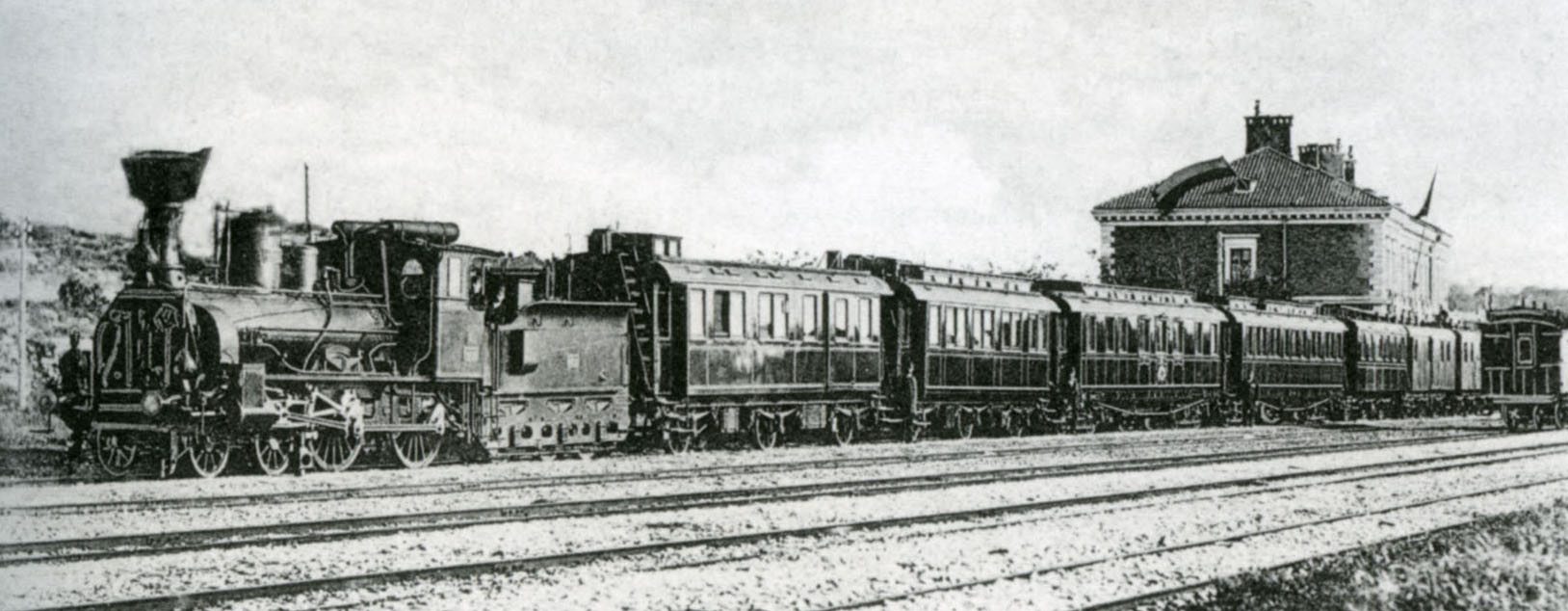
k.u.k. Hofsalonzug in Pola (1899)

Am 20. September 1876 wurde die Strecke Divazza–Pola einschließlich der Zweigbahn nach Rovigno eröffnet. Nach 1880 ging die Istrianer Staatsbahn in den k.k. Staatsbahnen (kkStB) auf. Einige Stationen wurden erst nachträglich eröffnet.
Am 6. Juli 1887 ging die Zweigbahn Triest St. Andrae–Herpelje-Kozina in Betrieb. Damit schuf der Staat eine erste eigene Eisenbahnverbindung zum österreichischen Haupthafen in Triest. Zusammen mit einem erzwungenen Streckennutzungsvertrag für den Abschnitt Laibach–Divazza der Österreichischen Südbahn konnte so das bisher bestehende Monopol der Südbahngesellschaft im Eisenbahnverkehr mit den österreichischen Seehäfen an der Adria gebrochen werden.
Nach dem Zerfall Österreich-Ungarns infolge des Ersten Weltkrieges gelangte Istrien und damit die Bahnstrecke im Oktober 1918 an das Königreich Italien. Der Betrieb der Strecke wurde fortan von den italienischen Staatsbahnen Ferrovie dello Stato (FS) geführt.
Nach dem Ende des Zweiten Weltkriegs kam die Halbinsel Istrien fast vollständig zu Jugoslawien. Betreiber der Strecke waren fortan die Jugoslawischen Staatsbahnen (JŽ). Die Betriebsstellen trugen fortan nur noch die slowenischen und kroatischen Namen. Ab den 1960er Jahren kam es zu einem enormen Aufschwung im Fremdenverkehr auf der Halbinsel. Ende der 1970er Jahre führten Turnussonderzüge zeitweilig direkte Liegewagen von Hamburg und Dortmund nach Pula mit. Auch Staatspräsident Josip Broz Tito nutzte die Strecke mehrfach mit seinem Sonderzug Plavi voz, da er von Pula zur Präsidenteninsel Brijuni aufbrach.
Der jugoslawische Staat errichtete Ende der 1960er Jahre eine Neubaustrecke nach Koper, die bei Prešnica von der Strecke Divača–Pula abzweigt. Der Neubau wurde notwendig, da Triest nunmehr im Ausland lag und Koper nun zum neuen jugoslawischen Seehafen ausgebaut wurde. Die Strecke ging am 16. November 1967 in Betrieb. Seit dem 27. Dezember 1975 ist sie mit 3 kV Gleichspannung elektrifiziert. Dafür wurde auch der Abschnitt Divača–Prešnica cepišče der Strecke Divača–Pula mit Oberleitungen nach italienischer Norm überspannt.

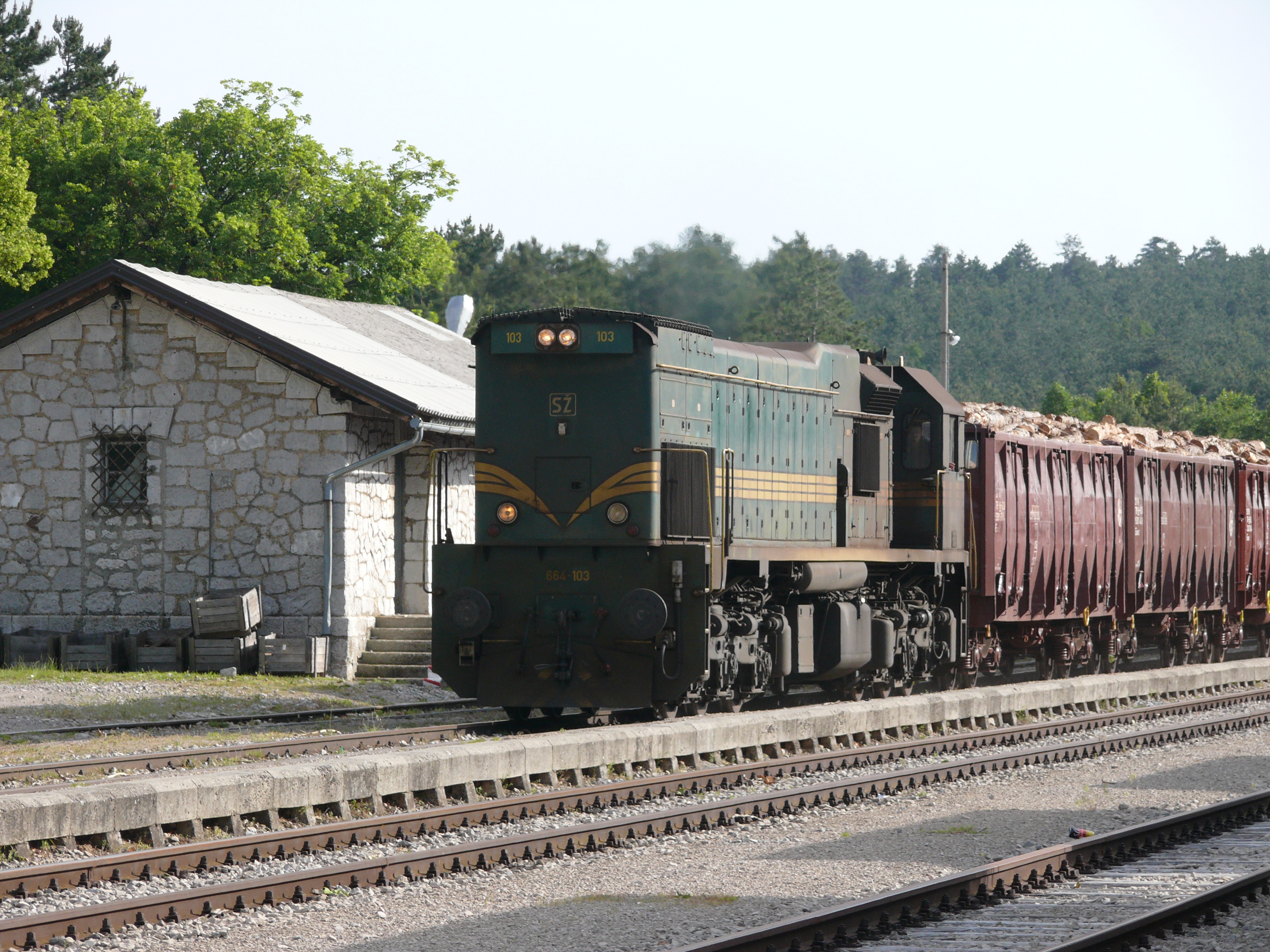
Güterzug im Bahnhof Podgorje (2012)

Nach dem Zerfall Jugoslawiens im Jahr 1991 wurde die bislang unbedeutende Grenze zwischen den bisherigen Föderationssubjekten Slowenien und Kroatien zur Staatsgrenze. Im grenzüberschreitenden Verkehr fanden nun fortan Pass- und Zollkontrollen statt. Der planmäßige Schienenpersonennahverkehr über die neue Staatsgrenze wurde aufgegeben. In Slowenien ging die Strecke an die Slovenske železnice (SŽ), in Kroatien an die Hrvatske željeznice (HŽ) über.
In Slowenien gibt es heute nur noch zwischen Divača und Prešnica sowie weiter nach Koper einen regelmäßigen Schienenpersonennahverkehr. In Kroatien bedienen lediglich zwei Reisezugpaare die Relation Buzet–Pula, zwei weitere verkehren zwischen Lupoglav und Pula. In Lupoglav besteht teilweise ein Anschluss an die Überlandbusse von und nach Rijeka. Die Fahrzeit mit Eisenbahn und Bus beträgt von Rijeka nach Pula ungefähr zweieinhalb Stunden. Nur noch in den Sommermonaten gibt es einen Schnellzug von Ljubljana nach Pula, der die gesamte Strecke ab Divača befährt. Dazu kommen weiterhin gelegentlich Reisebürosonderzüge. Im Güterverkehr ist die Strecke heute zwischen Divača und Prešnica im Seehafenverkehr mit Koper bis zur Kapazitätsgrenze ausgelastet. In Kroatien verkehren seit 2023 wieder regelmäßig Güterzüge von und nach Lupoglav. Die Firma Goldfren versendet vom Bahnhof Učka an der Bahnstrecke Lupoglav–Luka Bršica gebrochene Kalksteine in Ganzzügen nach Ungarn.

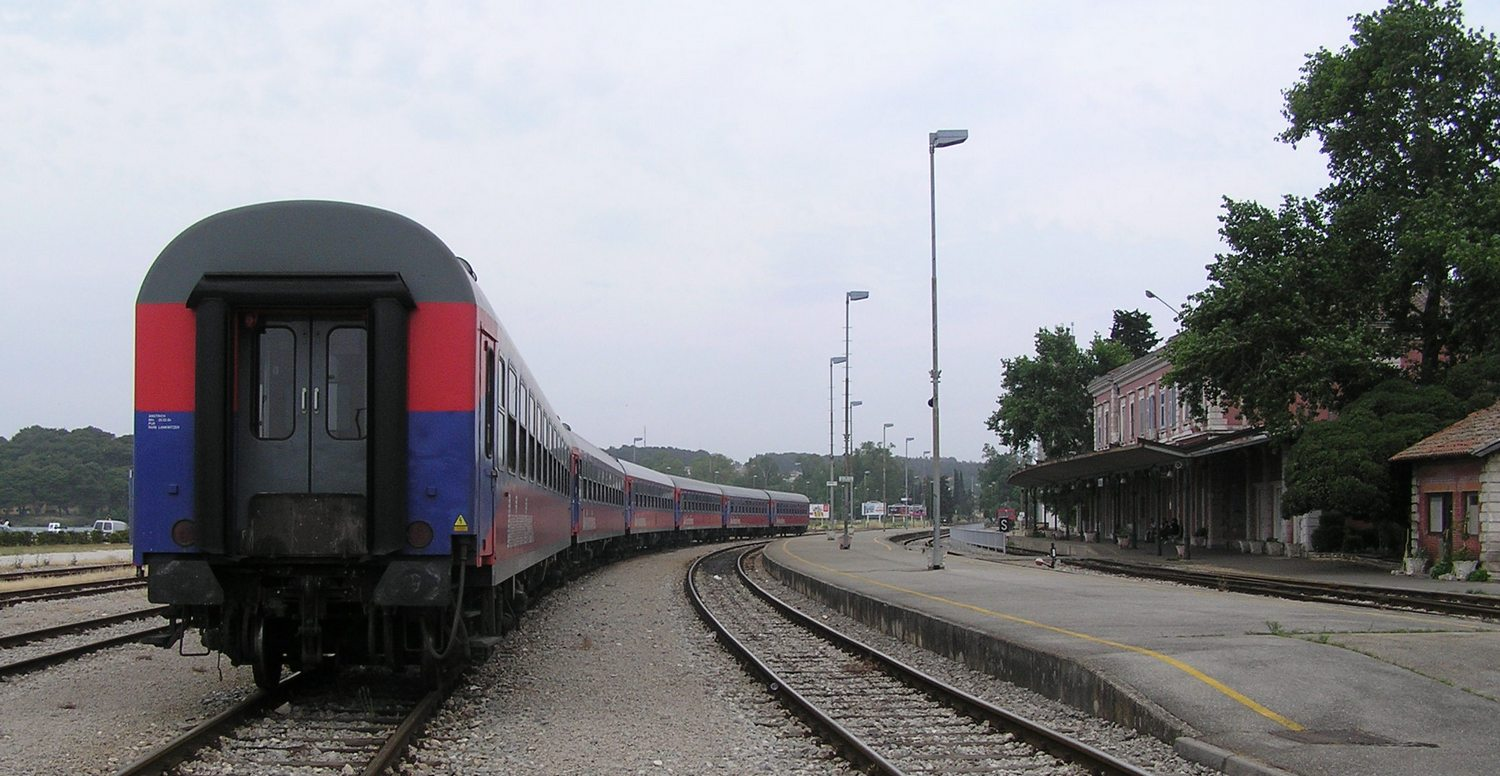
Reisebürosonderzug von Bahntouristikexpress abgestellt im Bahnhof Pula (2009)

Von Anfang an gab es einige Projekte, die Bahnstrecke Divača–Pula mit anderen Strecken zu verbinden. Geplant war unter anderem die Erweiterung der 1902 eröffneten Lokalbahn Triest–Parenzo bis zum heutigen Bahnhof Kanfanar. Darüber hinaus gab es Pläne, eine Strecke durch das Učka-Gebirge nach Rijeka zu bauen. Dieser Plan wurde in den 1990er Jahren erneut verfolgt, um die Strecke direkt an das kroatische Eisenbahnnetz anzuschließen. Damit wäre eine direkte Hauptverbindung von der kroatischen Hauptstadt Zagreb über Rijeka bis in den Süden Istriens entstanden. Stattdessen wurde die Straßenverbindung der heutigen Autobahn A8 ausgebaut. Der 1981 gebaute Učka-Tunnel wurde bis 2024 durch eine zweite Röhre für einen durchgehend vierspurigen Ausbau ergänzt.
In Slowenien ist seit 2017 die neue Bahnstrecke Divača–Koper im Bau, die perspektivisch den gesamten Verkehr von und nach dem Hafen Koper aufnehmen soll. Diese neue Strecke zweigt unmittelbar südlich des Bahnhofes Divača von der Strecke Divača–Pula ab. Eine Teilinbetriebnahme ist für 2025 vorgesehen, die Fertigstellung im Jahr 2030.
Der in Kroatien liegende Streckenabschnitt Buzet–Sveti Petar u Šumi soll 2025 bis 2028 saniert werden.

## Fahrzeugeinsatz
Die Istrianer Staatsbahn erwarb 1875 insgesamt zehn dreifachgekuppelte Schlepptenderlokomotiven von den Lokomotivfabriken Floridsdorf und Mödling, die später von den k.k. Staatsbahnen (kkStB) in die Reihe 52 eingeordnet wurden. Sie verblieben nach 1918 außerhalb ihres ursprünglichen Einsatzgebietes bei den Bundesbahnen Österreich (BBÖ) und wurden dort bis 1934 kassiert.
Der Personenverkehr zwischen Buje und Pula wurde in jüngerer Zeit mit den Dieseltriebwagen der Reihe 7122 abgewickelt, die gebraucht von den schwedischen Staatsbahnen übernommen wurden. Seit 2024 kommt der von Končar neu gebaute niederflurige Triebzug 7023 001 auf der Strecke zum Einsatz. Die Schnellzüge Ljubljana–Pula werden mit älteren slowenischen Dieseltriebzügen der SŽ-Baureihe 711 geführt.
Der schwere Güterverkehr im Seehafenverkehr zwischen Divača und Koper wird insbesondere mit den elektrischen Lokomotiven der SŽ-Baureihe 363 und SŽ-Baureihe 541 gefahren. Im Reisezugverkehr kommen dort moderne Triebwagen der Reihen SŽ-Baureihe 312 und SŽ-Baureihe 510 zum Einsatz.

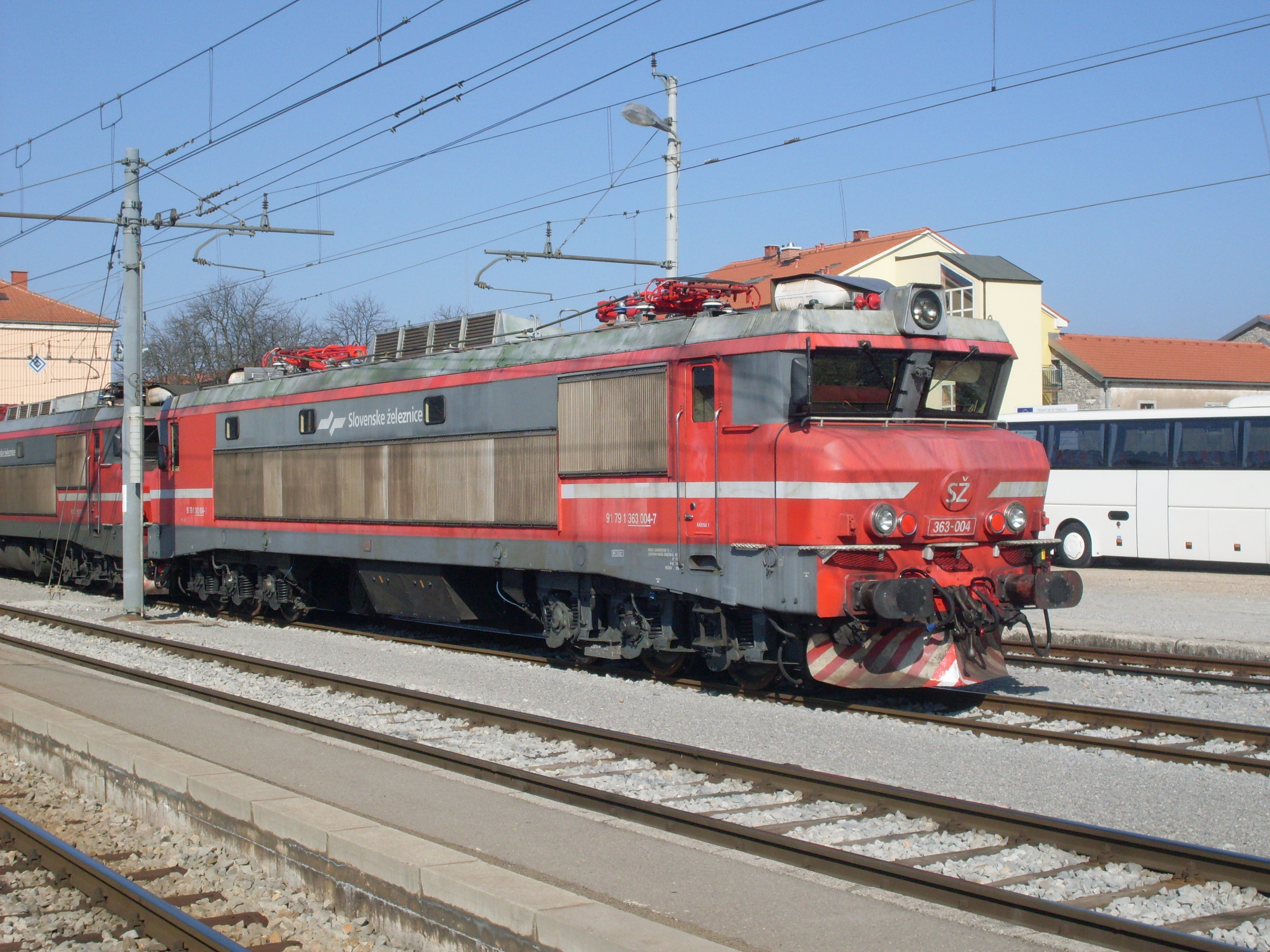
SŽ-Baureihe 363 (Divača, 2011)
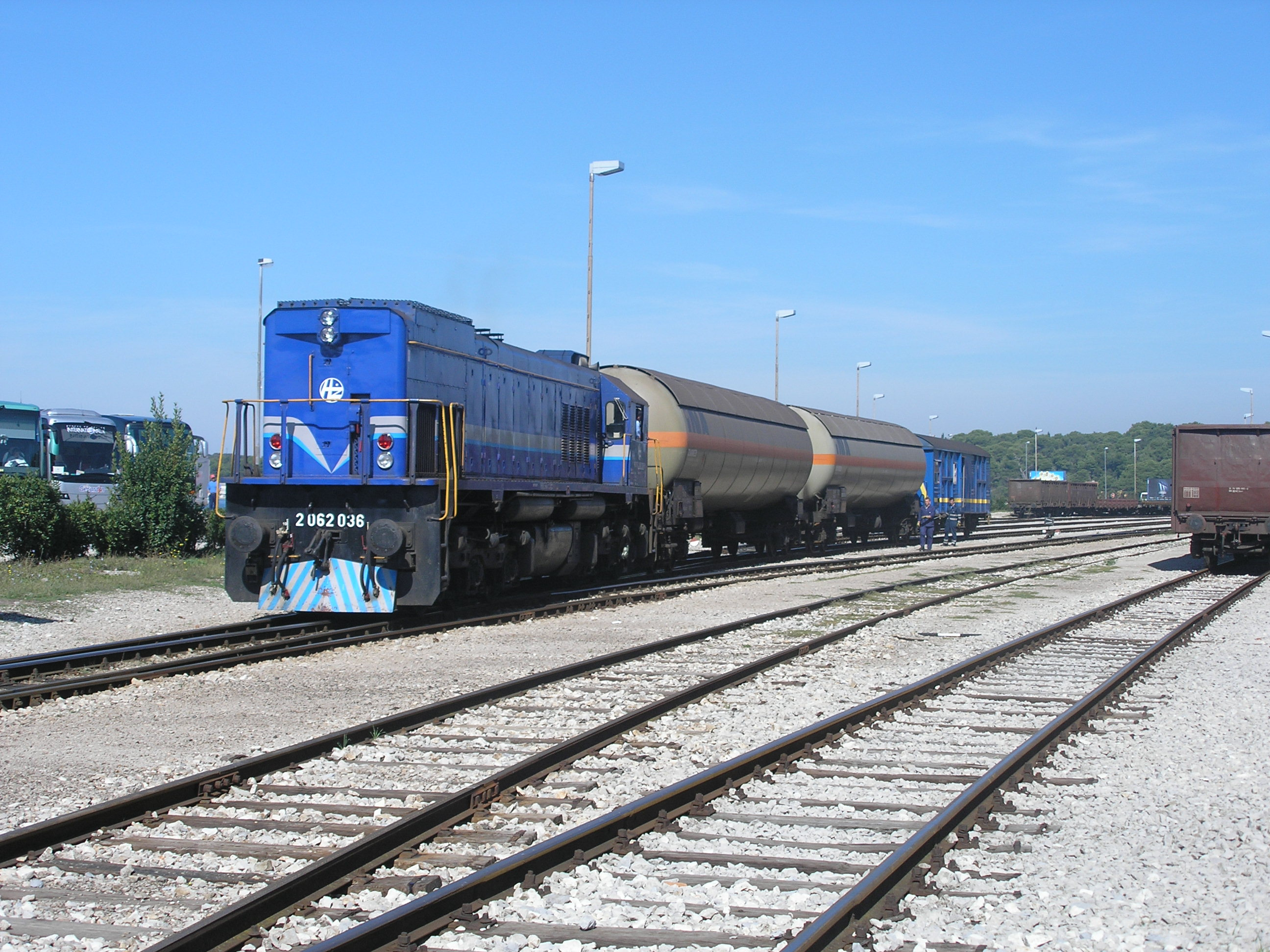
HŽ-Baureihe 2062 (Pula, 2007)
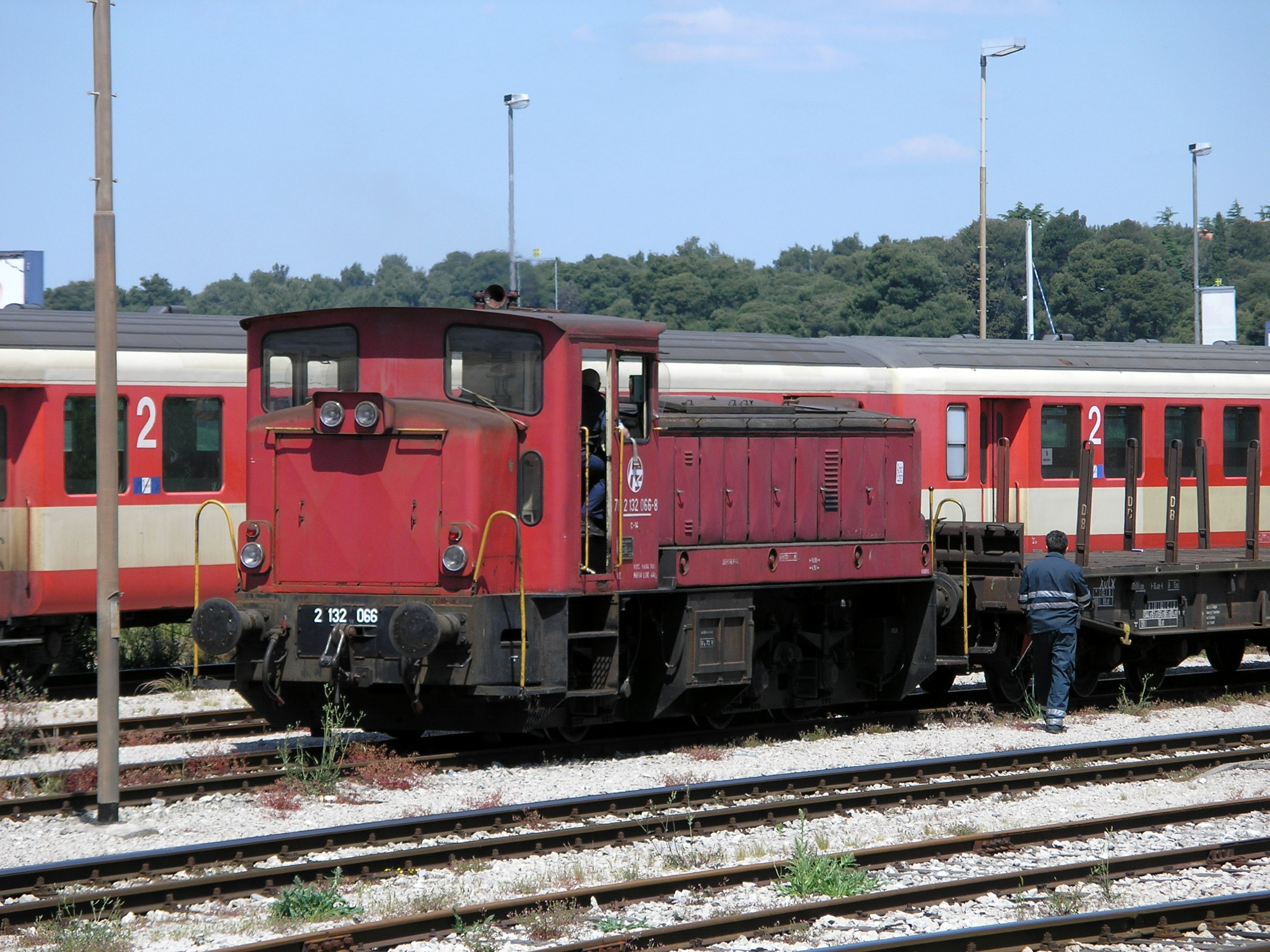
HŽ-Baureihe 2132 (Pula, 2008)
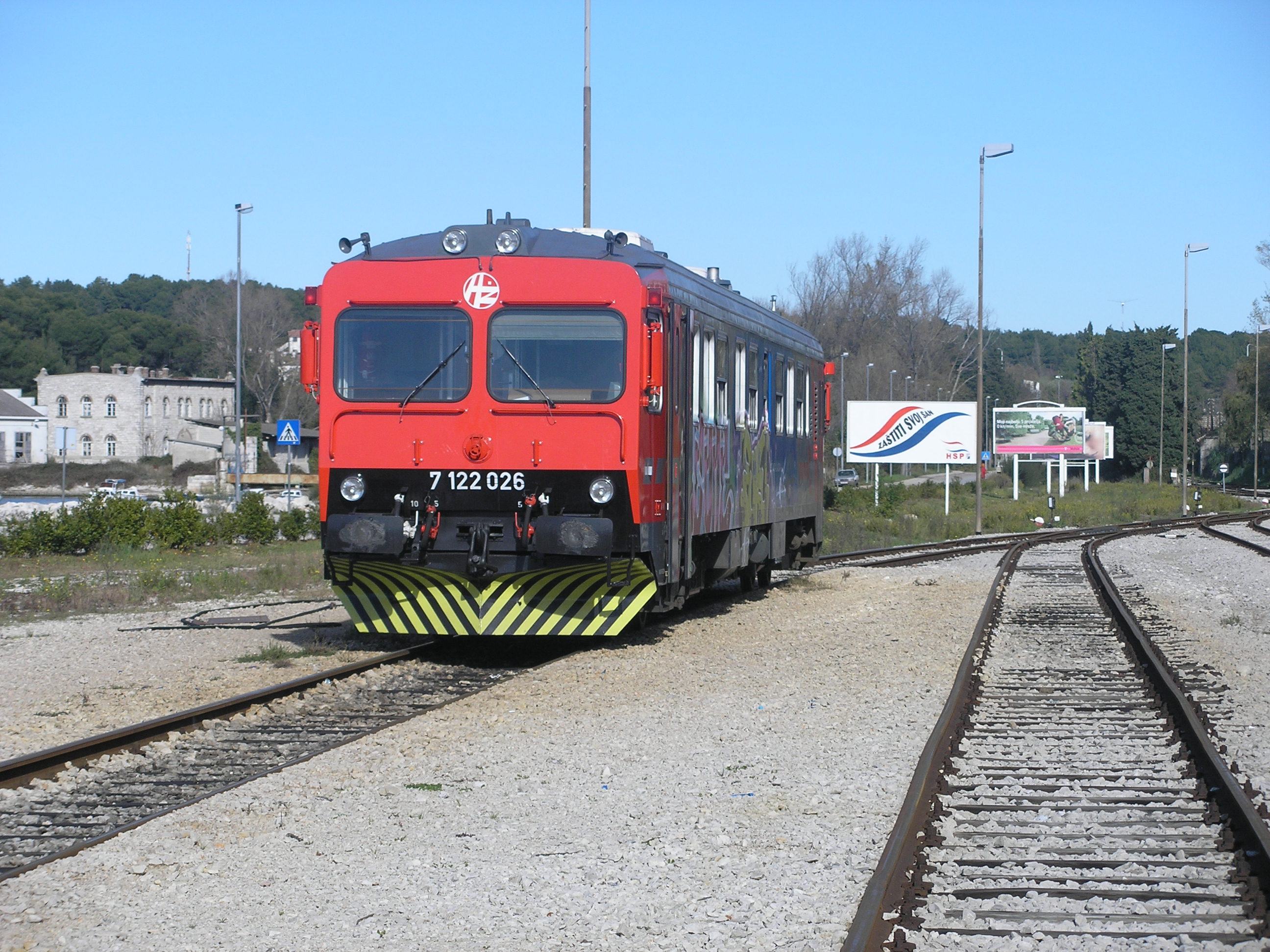
HŽ-Baureihe 7122 (Pula, 2007)
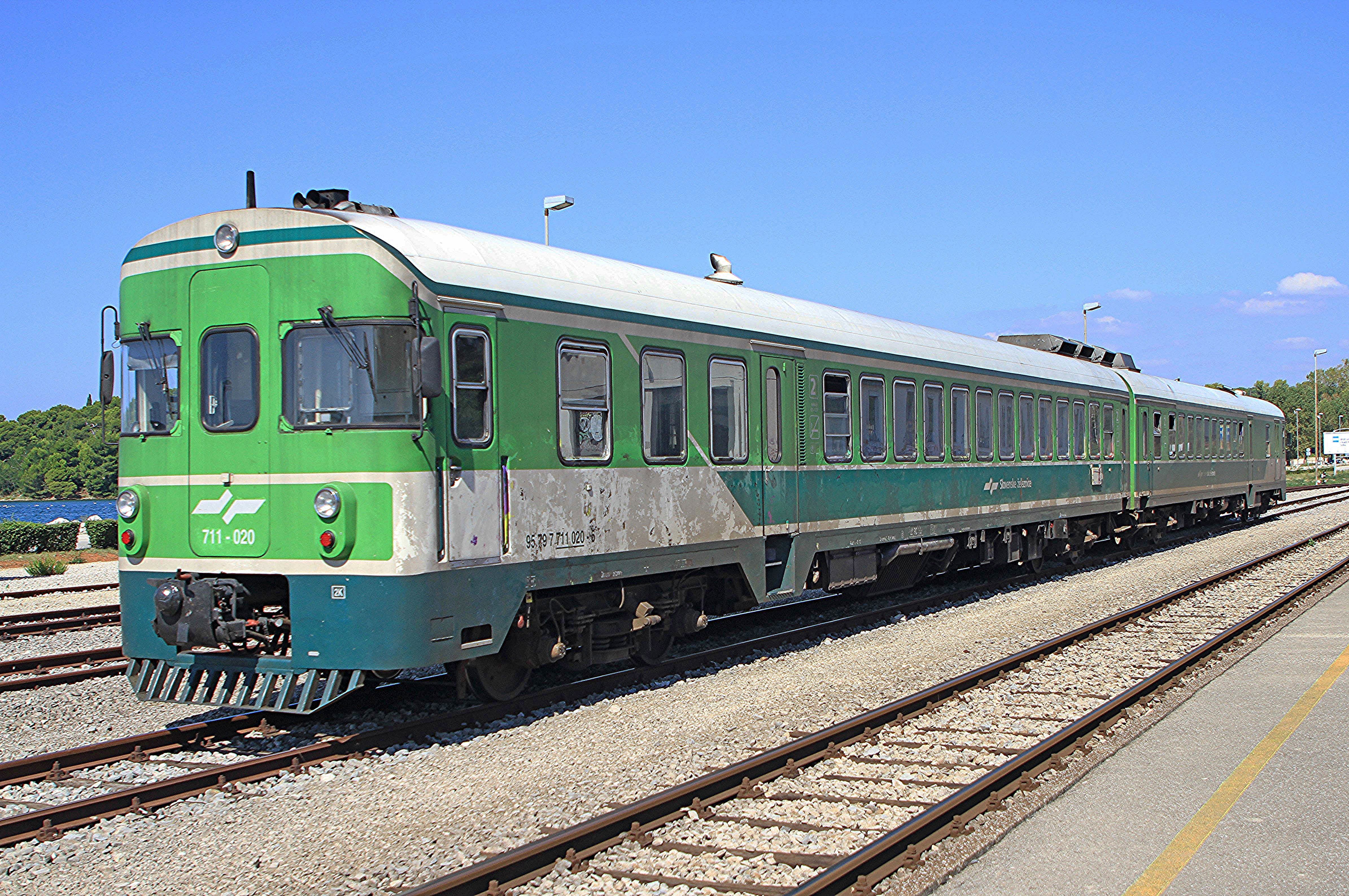
SŽ-Baureihe 711 (Pula, 2020)